# Великий Шубер
Великий Шу́бер (Чуваш-Шубер, рос. Большой Шуберь) — присілок в Граховському районі Удмуртії, Росія.

## Населення
Населення — 4 особи (2010; 14 у 2002).
Національний склад станом на 2002 рік:
- чуваші — 43 %
- узбеки — 36 %